# دارکو چورلینوف
دارکو چورلینوف (مقدونی: Дарко Чурлинов؛ زادهٔ ۱۱ ژوئیهٔ ۲۰۰۰) بازیکن فوتبال اهل مقدونیه شمالی است.
از باشگاه‌هایی که در آن بازی کرده‌است می‌توان به باشگاه فوتبال هانزا روستوک اشاره کرد.
وی همچنین در تیم‌های ملی فوتبال زیر ۲۱ سال مقدونیه شمالی و مقدونیه شمالی بازی کرده‌است.